# New Line Television
 (novembre 2017).
Si vous disposez d'ouvrages ou d'articles de référence ou si vous connaissez des sites web de qualité traitant du thème abordé ici, merci de compléter l'article en donnant les références utiles à sa vérifiabilité et en les liant à la section « Notes et références ».
New Line Television est une société de production et de distribution de télévision américaine créée en 1988. Aujourd'hui, New Line Television est une filiale du conglomérat Time Warner (anciennement AOL Time Warner). Elle possède néanmoins Fine Line Features, société de production spécialisée dans les séries d'auteurs et les séries étrangers (non américains).

## Séries produites
New Line Television a produit plusieurs séries télévisées au fil des ans. 
- Le Juge de la nuit (1991-1993) : une série policière qui suit les aventures d'un juge qui utilise des méthodes peu orthodoxes pour rendre justice.

- Highlander (1992-1998) : une série de fantasy et d'aventure basée sur le film Highlander, qui suit les aventures d'un immortel qui doit affronter d'autres immortels dans des combats à mort.

- Mortal Kombat: Conquest (1998-1999) : une série de fantasy et d'arts martiaux basée sur le jeu vidéo Mortal Kombat.

- Roswell (1999-2002) : une série de science-fiction qui suit les aventures d'un groupe d'adolescents qui découvrent qu'ils sont des extraterrestres.

- Blade (2006) : une série de science-fiction et d'horreur basée sur le personnage de Marvel Comics, Blade.